# La Queue du chien d’Alcibiade
La Queue du chien d’Alcibiade (svensk titel: Alcibiades’ hund) är en fransk komedi i två akter med text av Léon Gozlan. Komedin översattes till svenska av Lars August Malmgren och framfördes första gången i Sverige 14 januari 1852 på Mindre teatern, Stockholm. Mellan 14 januari 1852 och 14 mars samma år framfördes den 6 gånger på teatern.